# Kai Rüder
Kai Rüder (Burg auf Fehmarn, 27 de agosto de 1971) es un jinete alemán que compite en la modalidad de concurso completo. Ganó una medalla de oro en el Campeonato Europeo de Concurso Completo de 2019, en la prueba por equipos.

## Palmarés internacional
| Campeonato Europeo | Campeonato Europeo   | Campeonato Europeo | Campeonato Europeo |
| Año                | Lugar                | Medalla            | Categoría          |
| ------------------ | -------------------- | ------------------ | ------------------ |
| 2019               | Luhmühlen (Alemania) | Medalla de oro     | Por equipos        |